# شيعة الحطب (الحيمة الخارجية)

تعديل مصدري - تعديل

شيعة الحطب هي إحدى قرى عزلة الحطب بمديرية الحيمة الخارجية التابعة لمحافظة صنعاء، بلغ تعداد سكانها 265 نسمة حسب تعداد اليمن لعام 2004.